# X-Out
X-Out is een computerspel dat werd ontwikkeld en uitgegeven door Rainbow Arts. Het spel werd in 1989 uit voor verschillende homecomputers. De Commodore 64-versie is gemaakt door Jörg Prenzing en de muziek hiervan is van Michael Hendriks. Het spel behoort tot het type horizontaal scrollende Shoot 'em up en kan door maximaal een persoon gespeeld worden. Het spel heeft vijf levels en wordt onderwater gespeeld. Na elk level kan de speler nieuwe wapens kopen en deze op ieder gewenste plaats op zijn schip plaatsen.

## Platforms
- Amiga (1990)
- Amstrad CPC (1990)
- Atari ST (1990)
- Commodore 64 (1990)
- ZX Spectrum (1990)

## Ontvangst
| Beoordeeld door                       | Platform     | Datum         | Score |
| ------------------------------------- | ------------ | ------------- | ----- |
| Amiga Mania                           | Amiga        | februari 1992 | 94%   |
| Your Spectrum                         | ZX Spectrum  | maart 1990    | 84%   |
| Zzap!                                 | Amiga        | mei 1990      | 84%   |
| Zzap!                                 | Commodore 64 | april 1990    | 82%   |
| The Games Machine (GB)                | Commodore 64 | april 1990    | 79%   |
| Amiga Format                          | Amiga        | januari 1990  | 78%   |
| Power Play                            | Commodore 64 | mei 1990      | 75%   |
| Power Play                            | Amiga        | februari 1990 | 71%   |
| Pixel-Heroes.de                       | Commodore 64 | januari 2004  | 70%   |
| Australian Commodore and Amiga Review | Amiga        | juni 1990     | 69%   |